# 石塚奈津美
石塚 奈津美（いしづか なつみ、1979年8月9日 - ）は、日本の女性俳優、声優。新潟県出身。地球儀所属。以前はスターダス・21に所属していた。

## 出演作品

### 映画
2008年
- 私は貝になりたい 原作：加藤哲太郎 監督：福澤克雄

### テレビ
- 再婚一直線（香川奈津）
- ワールドビジネスサテライト
- たけしの本当は怖い家庭の医学（沢口真理）
- マスカットフィルム新アイドルを探せ
- Dのゲキジョー

### CM
- 三井住友フィナンシャル
- 東北電力「オール電化」（2005-2007年）
- 万有製薬「AGA」（2006-2007年）

### 吹き替え
- アトランティックプロジェクト（スチュワーデス）

### 劇場版アニメ
- ∀ガンダム

### ゲーム
- てんてこ温泉時代劇亀屋（菖蒲）

### ラジオ
- D4プリンセスS（ラジオドラマ）
- アースリーパラダイス DJ候補生コーナー（ラジオ大阪）
- アミューズメントメディア総合学院（ラジオCMナレーション）

### CD
- プリンでおじゃる

### スチール
- 萬有製薬「AGA」広告用グラフィック

### イベント
- ホンダ全国大会コンクールイベント（2004年、2006年）
- ザ・ミッドナイトサスペンス（2001〜2002年、2006年）

### 舞台
2003年
- 五人の土曜7時（シアターサンモール、作：佐藤惣之助）